# Island Lake
För andra betydelser, se Island Lake (olika betydelser).

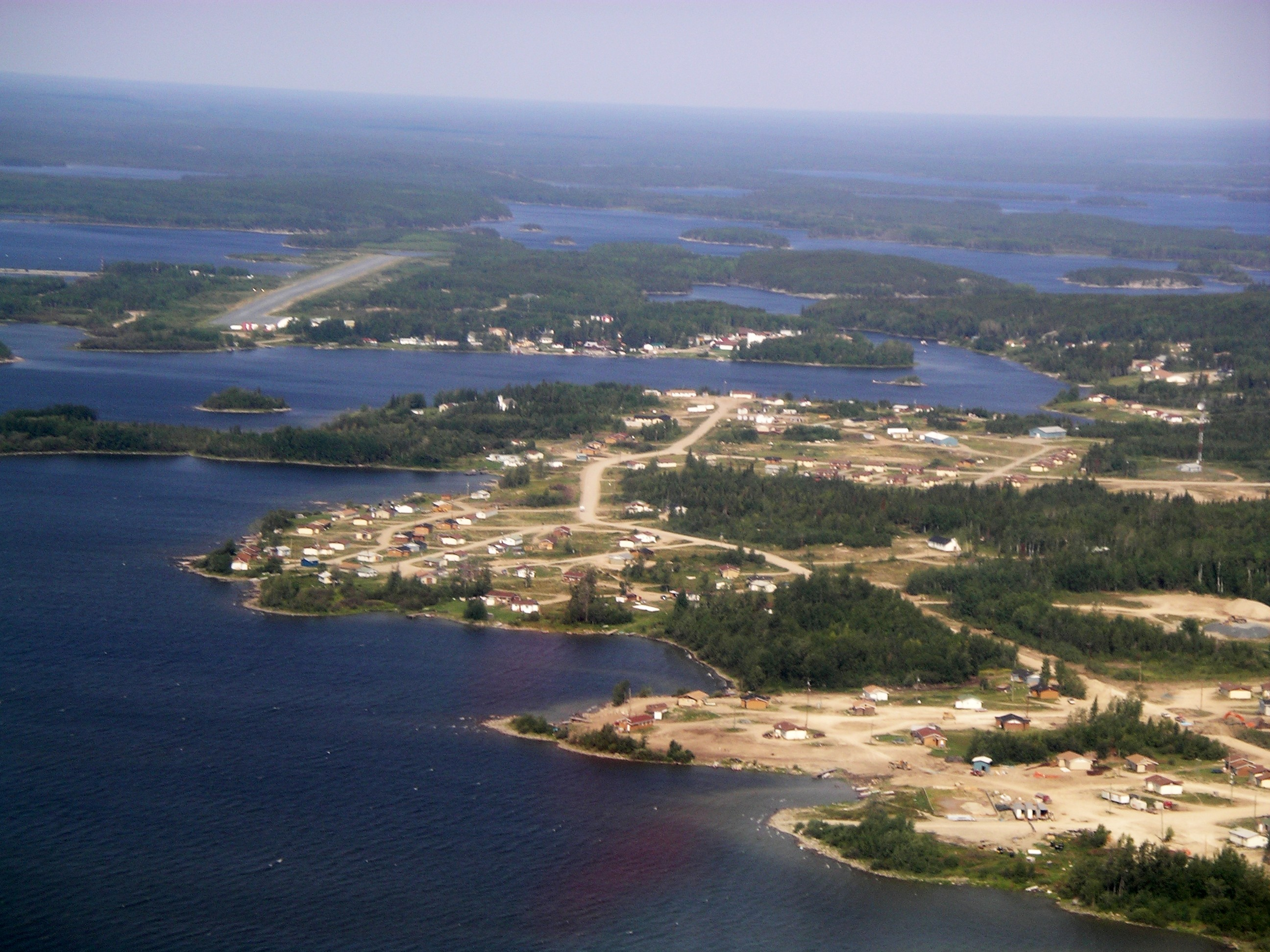
Vy över Island Lake/Garden Hill, augusti 2003

Island Lake är en sjö i Manitoba, Kanada, belägen vid gränsen till Ontario. Den täcker en yta på 1040 km², vilket gör den till den sjätte största sjön i Manitoba. Sjön ligger 227 meter över havet och har ett maxdjup på 59 meter. 
Island Lake ingår i Hayesflodens avrinningsområde. Floden Island Lake River löper norrut från den nordvästra delen av sjön in i Gods Lake via Goose Lake och Beaver Lake.  
Samhällen med ursprungsbefolkning vid sjön innefattar byarna Wasagamack, St. Theresa Point, Garden Hill och Island Lake.